# Back 2 Life (álbum de LeToya)
Back 2 Life é o terceiro álbum de estúdio da cantora de R&B LeToya Luckett, lançado em 12 de maio de 2017, através eOne Music. O álbum estreou em #91 no Billboard 200, marcando o seu mais baixo pico nos Estados Unidos até a data.

## Antecedentes e Promoções
Em janeiro de 2014, LeToya Luckett anunciou que o título de seu terceiro álbum de estúdio se chamaria "Until Then" no The Wendy Williams Show, com uma versão planejada em 2016.  "Don't Make Me Wait" foi lançado como single promocional em 11 de fevereiro de 2014 para o iTunes. Mais de um ano depois, um remix com o rapper T.I. foi lançado em 10 de março de 2015. Em 5 de janeiro de 2015, Luckett lançou a faixa "I'm Ready" em seu canal do YouTube. Em 16 de janeiro de 2015, Luckett lançou "Together", em uma campanha para acabar com a violência na América em recente parceria com a Caliber Foundation.
Em 7 de dezembro de 2016, Luckett lançou o single principal "Back 2 Life" no iTunes. Em 23 de março de 2017, a eOne Music lançou um trailer para o segundo single "Used To", continuação do video musical "Back 2 Life". Em 10 de abril de 2017, Luckett anunciou a data de lançamento e o novo título de seu terceiro álbum de estúdio em sua conta no Twitter: "HEY amores !!! Alegre em anunciar meu álbum #Back2Life chega às lojas em 12 de maio!!!", renomeando-o de "Until Then" para "Back 2 Life", com a música "Do not Make Me Wait" removida e 13 músicas adicionadas. O álbum estava disponível para pré-encomenda no iTunes em 17 de abril de 2017.

## Singles
- 2016: "Back 2 Life"
- 2017: "Used To"
- 2017: "In The Name"

## Faixas
| Back 2 Life    |                       |                       |         |  |
| N.º            | Título                | Produtor(s)           | Duração |  |
| 1.             | "I'm Ready"           | D'Mile                | 4:01    |  |
| 2.             | "Back 2 Life"         | Jo Blaq               | 4:13    |  |
| 3.             | "Show Me"             | Jo Blaq               | 3:55    |  |
| 4.             | "Used To"             | Jo Blaq               | 3:50    |  |
| 5.             | "Middle"              |                       | 3:59    |  |
| 6.             | "Grey" (com Ludacris) | Andre Harris, Jo Blaq | 4:31    |  |
| 7.             | "In the Name"         | Warryn Campbell       | 3:47    |  |
| 8.             | "My Love"             | Warryn Campbell       | 2:50    |  |
| 9.             | "Worlds Apart"        | Andre Harris, Jo Blaq | 5:01    |  |
| 10.            | "Weekend"             | Jo Blaq               | 3:32    |  |
| 11.            | "Higher"              | Jo Blaq               | 3:35    |  |
| 12.            | "Loving You"          |                       | 3:38    |  |
| 13.            | "Disconnected"        | Jo Blaq               | 4:20    |  |
| Duração total: | Duração total:        | Duração total:        | 51:17   |  |

Notas
- "Back 2 Life" contém sample de "Back to Life" música do grupo R&B Soul II Soul.

## Desempenho
| Desempenho (2017)                             | Melhor posição |
| --------------------------------------------- | -------------- |
| Estados Unidos (Billboard 200)                | 91             |
| Estados Unidos (Top R&B/Hip Hop Albums)       | 44             |
| Estados Unidos (Billboard Independent Albums) | 4              |

## Histórico
| País           | Data               | Formato          | Gravadora                | Ref.  |
| -------------- | ------------------ | ---------------- | ------------------------ | ----- |
| Estados Unidos | May 12, 2017       | Digital download | eOne Music Entertainment | [ 6 ] |
| Reino Unido    | May 12, 2017       | Digital download | eOne Music Entertainment | [ 7 ] |
| França         | May 12, 2017       | Digital download | eOne Music Entertainment | [ 8 ] |
| Reino Unido    | September 15, 2017 | CD               | eOne Music Entertainment | [ 9 ] |